# Tomáš Raždík
Tomáš Raždík (* 26. ledna 1982) je český středoškolský učitel a politik, v letech 2018 až 2022 zastupitel Ostravy, v letech 2021 až 2022 a opět 2023 až 2024 předseda Švýcarské demokracie. 

## Život
Narodil se v lednu 1982. Působí jako středoškolský pedagog. Své bydliště uváděl v letech 2017 až 2024 v Ostravě, konkrétně ve Výškovicích.

### Politické působení
Ve sněmovních volbách v roce 2017 kandidoval jako člen hnutí SPD na 10. místě kandidátní listiny hnutí v Moravskoslezském kraji, ale nebyl zvolen. K roku 2018 působil jako asistent poslance Lubomíra Volného. V komunálních volbách 2018 kandidoval z druhého místa kandidátní listiny SPD do zastupitelstva města Ostravy a do zastupitelstva městského obvodu Ostrava-Jih. Do obou zastupitelských orgánů byl zvolen, působil jako opoziční zastupitel. V krajských volbách v roce 2020 kandidoval již jako člen hnutí Jednotní do zastupitelstva Moravskoslezského kraje. Přestože byl lídrem kandidátní listiny hnutí, mandát nezískal, neboť hnutí získalo jen 0,24 % hlasů.
Ve sněmovních volbách v roce 2021 kandidoval jako člen Švýcarské demokracie na prvním místě kandidátní listiny hnutí v Moravskoslezském kraji. Mandát poslance se mu ale získat nepodařilo, protože hnutí získalo ve volbách 0,31 % hlasů. V komunálních volbách v roce 2022 mandát zastupitele Ostravy obhajoval opět jako lídr kandidátní listiny Švýcarské demokracie, ale neuspěl. V evropských volbách v roce 2024 byl lídrem kandidátní listiny Švýcarské demokracie a SSPD-SP s názvem Referendum o vstupu ČR do EU v roce 2003 bylo zmanipulováno státem placenou kampaní za 200 mil. Kč, která občanům sdělila pouze výhody členství, nevýhody byly zamlčeny – i přesto z celkem 8,3 mil. voličů pouze 3,5 mil. hlasovalo pro vstup (4,8 mil. voličů bylo proti nebo nehlasovalo). Švýcaři se stali jedním z nejbohatších národů světa a členy EU nejsou. Vztahy s EU řeší prostřednictvím Evropského sdružení volného obchodu a bilaterálních smluv. Vydáme se stejnou cestou. Koalice však získala jen 0,08 % hlasů a Raždík tak nebyl zvolen europoslancem.
V krajských volbách v roce 2024 neúspěšně kandidoval jako lídr kandidátní listině Švýcarské demokracie v Moravskoslezském kraji, když jím vedená kandidátní listina získala 0,23 % hlasů.
Ve sněmovních volbách v roce 2025 je lídrem kandidátní listiny hnutí Švýcarská demokracie v Moravskoslezském kraji.